# 1. deild kvenna 1985
La 1. deild kvenna 1985 (islandese: 1ª divisione femminile), è stata la 14ª edizione della massima divisione del campionato islandese femminile di calcio. Organizzato dalla Federcalcio islandese (KSÍ), il torneo è iniziato il 23 maggio e si è concluso l'8 settembre, con le campionesse in carica dell'ÍA Akranes a difendere il titolo, riaggiudicandoselo per la seconda volta consecutiva al termine del torneo. Migliore marcatrice risultò Ragnheiður Jónasdóttir, attaccante dell'ÍA Akranes, con 23 reti.

## Stagione

### Novità
Rispetto alla precedente edizione venne mutata la formula del campionato, riducendo il torneo a girone unico in luogo del doppio girone e diminuendo il numero delle squadre iscritte da dieci a otto. 
Tre furono le squadre retrocesse, la sesta classificata del girone A della 1. deild kvenna 1984, il Víkingur, e le ultime due, terza e quarta, del girone B, rispettivamente Súlan e Höttur. A completamento organico dalla 2. deild kvenna è stato promosso il Keflavík, primo classificato del girone B.

### Formula
Le otto squadre partecipanti si affrontano in un girone all'italiana con partite di andata e ritorno per un totale di 14 giornate. La prima classificata è campione d'Islanda. Le ultime due classificate sono retrocesse in 2. deild kvenna.

## Squadre partecipanti
| Club           | Città         | Stadio            | Stagione precedente                         |
| -------------- | ------------- | ----------------- | ------------------------------------------- |
| ÍA Akranes     | Akranes       | Akranesvöllur     | 1º posto nel girone A della 1. deild kvenna |
| Breiðablik     | Kópavogur     | Smárahvammsvöllur | 2º posto nel girone A della 1. deild kvenna |
| ÍBÍ Ísafjarður | Ísafjarðarbær | Torfnesvöllur     | 4º posto nel girone A della 1. deild kvenna |
| KA Akureyri    | Akureyri      | KA-völlur         | 2º posto nel girone B della 1. deild kvenna |
| Keflavík       | Keflavík      | Nettóvöllurinn    | 1º posto nel girone B della 2. deild kvenna |
| KR Reykjavík   | Reykjavík     | KR-völlur         | 5º posto nel girone A della 1. deild kvenna |
| Þór            | Akureyri      | Þórsvöllur        | 1º posto nel girone B della 1. deild kvenna |
| Valur          | Reykjavík     | Hlíðarendi        | 3º posto nel girone A della 1. deild kvenna |

## Classifica finale
Fonte: sito ufficiale KSÍ.
|                    | Pos. | Squadra        | Pt | G  | V  | N | P  | GF | GS | DR  |
| ------------------ | ---- | -------------- | -- | -- | -- | - | -- | -- | -- | --- |
| Islanda (bandiera) | 1.   | ÍA Akranes     | 40 | 14 | 13 | 1 | 0  | 62 | 11 | 51  |
|                    | 2.   | Breiðablik     | 32 | 14 | 10 | 2 | 2  | 68 | 11 | 57  |
|                    | 3.   | Valur          | 23 | 14 | 7  | 2 | 5  | 39 | 17 | 22  |
|                    | 4.   | KR Reykjavík   | 20 | 14 | 6  | 2 | 6  | 27 | 31 | -4  |
|                    | 5.   | Þór            | 19 | 14 | 6  | 1 | 7  | 22 | 33 | -11 |
|                    | 6.   | Keflavík       | 16 | 14 | 5  | 1 | 8  | 19 | 57 | -38 |
|                    | 7.   | KA Akureyri    | 13 | 14 | 4  | 1 | 9  | 12 | 48 | -36 |
|                    | 8.   | ÍBÍ Ísafjarður | 0  | 14 | 0  | 0 | 14 | 7  | 48 | -41 |

Legenda:
      Campione d'Islanda.
      Retrocessi in 2. deild kvenna.
Note:
Tre punti a vittoria, uno a pareggio, zero a sconfitta.
In caso di arrivo di due o più squadre a pari punti, la graduatoria verrà stilata secondo i seguenti criteri:
- Differenza reti generale;
- Maggior numero di gol realizzati;
- Punti negli scontri diretti;
- Differenza reti negli scontri diretti;
- Maggior numero di gol realizzati in trasferta negli scontri diretti.

## Risultati

### Tabellone
|                | ÍA   | Bre  | ÍBÍ  | KA   | Kef  | KR   | Þór  | Val  |
| -------------- | ---- | ---- | ---- | ---- | ---- | ---- | ---- | ---- |
| ÍA Akranes     | –––– | -    | -    | -    | -    | -    | -    | -    |
| Breiðablik     | -    | –––– | -    | -    | -    | -    | -    | -    |
| ÍBÍ Ísafjarður | -    | -    | –––– | -    | -    | -    | -    | -    |
| KA Akureyri    | -    | -    | -    | –––– | -    | -    | -    | -    |
| Keflavík       | -    | -    | -    | -    | –––– | -    | -    | -    |
| KR Reykjavík   | -    | -    | -    | -    | -    | –––– | -    | -    |
| Þór            | -    | -    | -    | -    | -    | -    | –––– | -    |
| Valur          | -    | -    | -    | -    | -    | -    | -    | –––– |

## Statistiche

### Classifica marcatrici
| Gol |  |  | Giocatore                       | Squadra    |
| --- |  |  | ------------------------------- | ---------- |
| 23  |  |  | Ragnheiður Jónasdóttir          | ÍA Akranes |
| 21  |  |  | Erla Þuríður Rafnsdóttir        | Breiðablik |
| 20  |  |  | Ásta Breiðfjörð Gunnlaugsdóttir | Breiðablik |
| 14  |  |  | Anna Guðríður Einarsdóttir      | Þór        |
| 13  |  |  | Laufey Sigurðardóttir           | ÍA Akranes |
| 13  |  |  | Ásta María Reynisdóttir         | ÍA Akranes |
| 8   |  |  | Katrín María Eiríksdóttir       | Keflavík   |
| 8   |  |  | Ragnhildur Skúladóttir          | Valur      |